# Bhaderwah
Bhaderwah (en cachemir: ভাদেরৱাহ ) es una localidad de la India en el distrito de Doda, estado de Jammu y Cachemira.

## Geografía
Se encuentra a una altitud de 1635 m s. n. m. a 249 km de la capital estatal, Srinagar, en la zona horaria UTC +5:30.

## Demografía
Según estimación 2010 contaba con una población de 17 356 habitantes.